# Янкуба Мінте
Янкуба Мінте Моат (англ. Yankuba Minteh Moat; нар. 22 липня 2004) — гамбійський футболіст, нападник англійського клубу «Брайтон енд Гоув Альбіон» і збірної Гамбії.

## Клубна кар'єра

### «Оденсе»
Розпочав футбольну кар'єру у гамбійському клубі «Стів Біко». Влітку 2022 року перейшов в данський клуб «Оденсе». 10 вересня 2022 року дебютував за «Оденсе» в Суперлізі, вийшовши на заміну Франко Тонг'ї в матчі проти «Копенгагена», і відзначився першим голом за клуб, який став переможним. Всього в сезоні 2022–23 зіграв за «Оденсе» 17 матчів, забив 4 голи і віддав 6 результативних передач.

### «Ньюкасл Юнайтед»
В липні 2023 року перейшов в клуб англійської Прем'єр-ліги «Ньюкасл Юнайтед», а сумма трансфера склала 8 млн євро. Одразу після переходу був відданий в оренду до клубу Ередивізі «Феєнорд» до кінця сезону 2023–24.

#### Оренда у «Феєнорд»

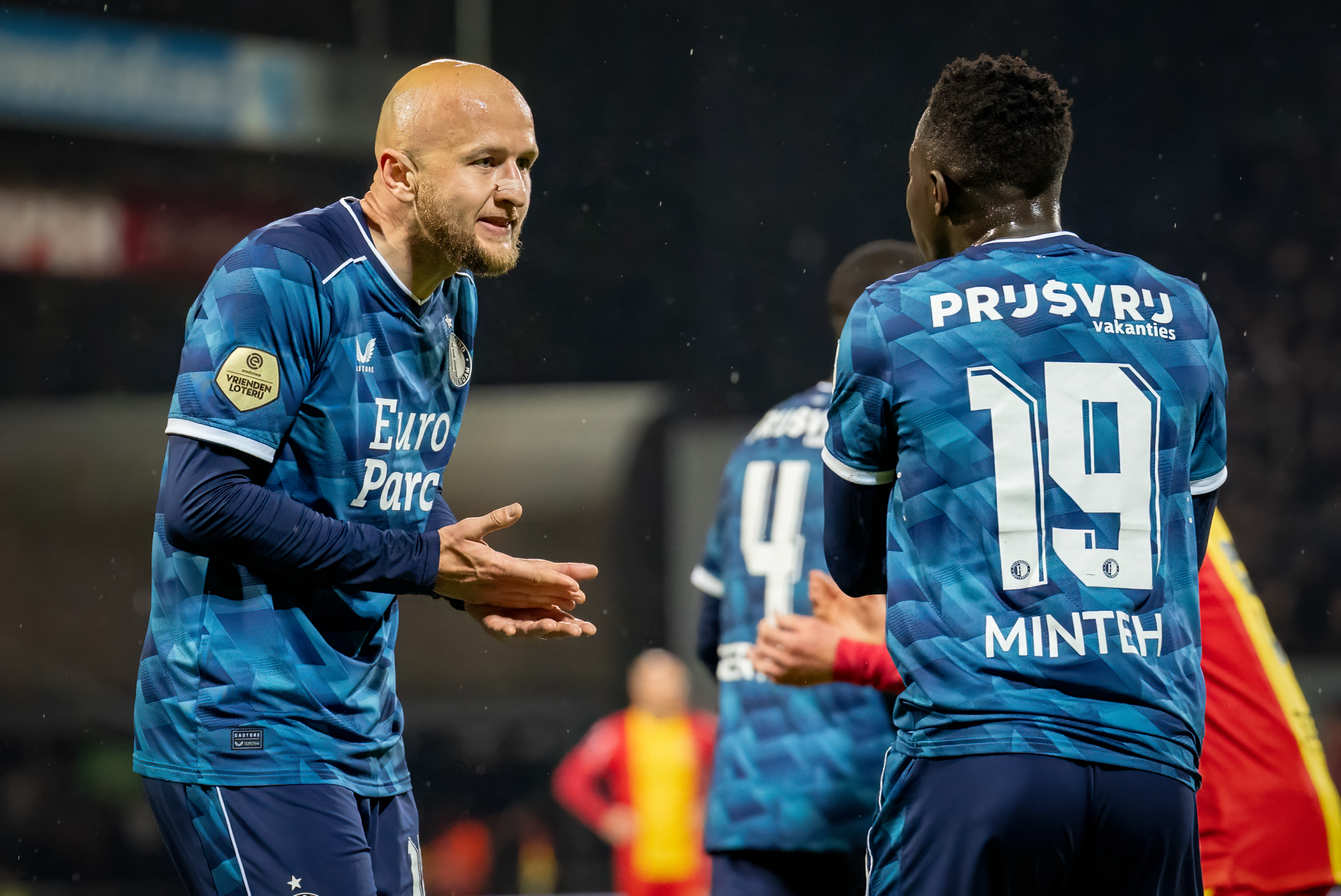
Гернот Траунер і Мінте (праворуч) в матчі Ередивізі проти «Гоу Егед Іглз», 2024

4 серпня 2023 року дебютував за «Феєнорд», вийшовши на заміну Сантьяго Хіменесу в матчі Суперкубка Нідерландів 2023. 3 вересня відзначився першим голом за клуб у матчі Ередивізі у ворота «Утрехта». 19 вересня дебютував в Лізі чемпіонів УЄФА, вийшовши в стартовому складі матчу проти «Селтіка». В жовтні 2023 року отримав м'язову травму, через яку пропустив декілька тижнів. 13 грудня відзначився своїм першим голом в Лізі чемпіонів у матчі групового етапу в воротах «Селтіка». 25 лютого 2024 року в матчі Ередивізі проти «Алмере Сіті» відзначився дублем. Перший гол з цієї гри був визнаний «голом місяця» у «Феєнорді» за підсумками лютого 2024 року. 6 квітня зробив дубль у поєдинку Ередивізі проти «Аякса». Всього в сезоні 2023–24 забив 11 голів у 37 матчах за «Феєнорд», допомігши команді здобути Кубок Нідерландів.

### «Брайтон енд Гоув Альбіон»
30 червня 2024 року перейшов в клуб англійської Прем'єр-ліги «Брайтон енд Гоув Альбіон», підписавши п'ятирічний контракт. Сума трансферу становила 30 млн фунтів стерлінгів. 17 серпня дебютував за нову команду в матчі Прем'єр-ліги проти «Евертона», вийшовши в стартовому складі. 6 жовтня в поєдинку Прем'єр-ліги проти клубу «Тоттенгем Готспур» забив свій перший гол за «Брайтон»

## Кар'єра в збірній
4 листопада 2022 року вперше викликаний до збірної Гамбії для участі в товариських матчах проти збірних ДР Конго і Ліберії. 10 вересня 2023 року дебютував за збірну, вийшовши на заміну Ебрімі Коллі у матчі відбіркового турніру до Кубка африканських націй 2023 проти Конго. У цьому ж поєдинку відзначився і своїм першим голом за збірну Гамбії.
8 січня 2024 року був включений в офіційну заявку збірної Гамбії для участі в матчах фінальної частини Кубка африканських націй 2023. На турнірі зіграв в матчах групового етапу проти збірних Сенегалу, Гвінеї і Камеруну, а Гамбія вибула з розіграшу, не вийшовши з групи.

## Статистика виступів

### Клубна статистика
Станом на 16 серпня 2025 
| Клуб                     | Сезон             | Чемпіонат         | Чемпіонат | Чемпіонат | Кубок | Кубок | Кубок ліги | Кубок ліги | Єврокубки | Єврокубки | Інші  | Інші | Всього | Всього |
| Клуб                     | Сезон             | Дивізіон          | Матчі     | Голи      | Матчі | Голи  | Матчі      | Голи       | Матчі     | Голи      | Матчі | Голи | Матчі  | Голи   |
| ------------------------ | ----------------- | ----------------- | --------- | --------- | ----- | ----- | ---------- | ---------- | --------- | --------- | ----- | ---- | ------ | ------ |
| Оденсе                   | 2022–23           | Суперліга         | 17        | 4         | 0     | 0     | —          | —          | —         | —         | —     | —    | 17     | 4      |
| → Феєнорд                | 2023–24           | Ередивізі         | 27        | 10        | 3     | 0     | —          | —          | 6         | 1         | 1     | 0    | 37     | 11     |
| Брайтон енд Гоув Альбіон | 2024–25           | Прем'єр-ліга      | 32        | 6         | 4     | 1     | 1          | 0          | 0         | 0         | 0     | 0    | 37     | 7      |
| Брайтон енд Гоув Альбіон | 2025–26           | Прем'єр-ліга      | 1         | 0         | 0     | 0     | 0          | 0          | 0         | 0         | 0     | 0    | 1      | 0      |
| Брайтон енд Гоув Альбіон | Всього за кар'єру | Всього за кар'єру | 33        | 6         | 4     | 1     | 1          | 0          | 0         | 0         | 0     | 0    | 38     | 7      |
| Всього за кар'єру        | Всього за кар'єру | Всього за кар'єру | 76        | 20        | 7     | 1     | 1          | 0          | 6         | 1         | 1     | 0    | 91     | 22     |

1. ↑  4 матчі в Лізі чемпіонів УЄФА і 2 матчі Лізі Європи УЄФА
2. ↑  Матчі в Суперкубку Нідерландів

### Міжнародна статистика
Станом на 24 березня 2025 
| Збірна            | Сезон             | Товариські | Товариські | Офіційні | Офіційні | Всього | Всього |
| Збірна            | Сезон             | Матчі      | Голи       | Матчі    | Голи     | Матчі  | Голи   |
| ----------------- | ----------------- | ---------- | ---------- | -------- | -------- | ------ | ------ |
| Гамбія            |                   |            |            |          |          |        |        |
| 2023              | 0                 | 0          | 1          | 1        | 1        | 1      |        |
| 2024              | 0                 | 0          | 11         | 3        | 11       | 3      |        |
| 2025              | 0                 | 0          | 2          | 1        | 2        | 1      |        |
| Всього за кар'єру | Всього за кар'єру | 0          | 0          | 14       | 5        | 14     | 5      |

### Матчі за збірну
Станом на 24 березня 2025 
| Матчі Янкуби Мінте за збірну Гамбії | Матчі Янкуби Мінте за збірну Гамбії | Матчі Янкуби Мінте за збірну Гамбії | Матчі Янкуби Мінте за збірну Гамбії | Матчі Янкуби Мінте за збірну Гамбії | Матчі Янкуби Мінте за збірну Гамбії | Матчі Янкуби Мінте за збірну Гамбії | Матчі Янкуби Мінте за збірну Гамбії |
| №                                   | Дата                                | Суперник                            | Рахунок                             | Голи                                | Картки                              | Хвилини                             | Змагання                            |
| ----------------------------------- | ----------------------------------- | ----------------------------------- | ----------------------------------- | ----------------------------------- | ----------------------------------- | ----------------------------------- | ----------------------------------- |
| 1                                   | 10 жовтня 2023                      | Республіка Конго                    | 2–2                                 | 1                                   |                                     | 45'                                 | Відбіркові матчі КАН-2023           |
| 2                                   | 15 січня 2024                       | Сенегал                             | 0–3                                 |                                     |                                     | 83'                                 | Фінальні матчі КАН-2023             |
| 3                                   | 19 січня 2024                       | Гвінея                              | 0–1                                 |                                     |                                     | 28'                                 | Фінальні матчі КАН-2023             |
| 4                                   | 23 січня 2024                       | Камерун                             | 2–3                                 |                                     |                                     | 90'                                 | Фінальні матчі КАН-2023             |
| 5                                   | 8 червня 2024                       | Сейшельські Острови                 | 5–1                                 | 1                                   |                                     | 79'                                 | Відбіркові матчі ЧС-2026            |
| 6                                   | 11 червня 2024                      | Габон                               | 2–3                                 | 1                                   |                                     | 90'                                 | Відбіркові матчі ЧС-2026            |
| 7                                   | 4 вересня 2024                      | Коморські Острови                   | 1–1                                 |                                     | 63'                                 | 90'                                 | Відбіркові матчі КАН-2025           |
| 8                                   | 8 вересня 2024                      | Туніс                               | 1–2                                 |                                     |                                     | 90'                                 | Відбіркові матчі КАН-2025           |
| 9                                   | 11 жовтня 2024                      | Мадагаскар                          | 1–1                                 | 1                                   |                                     | 90'                                 | Відбіркові матчі КАН-2025           |
| 10                                  | 14 жовтня 2024                      | Мадагаскар                          | 1–0                                 |                                     |                                     | 82'                                 | Відбіркові матчі КАН-2025           |
| 11                                  | 15 листопада 2024                   | Коморські Острови                   | 1–2                                 |                                     |                                     | 46'                                 | Відбіркові матчі КАН-2025           |
| 12                                  | 18 листопада 2024                   | Туніс                               | 1–0                                 |                                     |                                     | 64'                                 | Відбіркові матчі КАН-2025           |
| 13                                  | 20 березня 2025                     | Кенія                               | 3–3                                 | 1                                   |                                     | 90'                                 | Відбіркові матчі ЧС-2026            |
| 14                                  | 24 березня 2025                     | Кот-д'Івуар                         | 0–1                                 |                                     |                                     | 90'                                 | Відбіркові матчі ЧС-2026            |

Всього: 14 матчів / 5 голів; 3 перемоги, 4 нічиї, 7 поразок.

## Досягнення
«Феєнорд»
- Володар Кубка Нідерландів: 2023–24[36]

Особисті
- Гол місяця у «Феєнорді»: лютий 2024